# Ragazza davanti allo specchio
La Ragazza davanti allo specchio (in inglese: Girl before a Mirror) è un dipinto cubista di Pablo Picasso, realizzato nel marzo 1932.

## Storia
Picasso dipinse più volte, nei primi anni trenta, la sua giovane amante e modella Marie-Thérèse Walter (1909–1977), da cui ebbe una figlia: Maya Widmaier-Picasso. In un altro dipinto, Le rève (Il sogno), Marie-Thérèse, dormiente sulla poltrona rossa, era bella e serena, nel suo femmineo splendore. In un successivo ritratto di Marie-Thérèse Walter, Donna con cappello e collo di pelliccia, 1937, la donna sarà rappresentata di faccia e di profilo, con tutto il viso colorato di giallo intenso. In questo quadro invece, Picasso l'ha vista in modo disgiunto: al profilo di donna color lavanda, liscio ma triste, egli ha aggiunto - entro un contorno a forma di luna crescente - una parte di viso in prospettiva frontale, colorata di giallo terso, con labbra imbellettate e occhio ombreggiato di verde.

## Descrizione
Il riflesso dato dallo specchio restituisce una immagine dai colori più scuri e profondi e suggerisce ulteriori significati. La ragazza, specchiandosi, si vede attraversata da un'ombra e con un deturpante schizzo rossastro e con un altro schizzo, a forma di lacrima, sulla faccia. Sul suo corpo deformato, privo di femminilità e rinsecchito, compaiono linee verdi. Il suo occhio è tinto di rosso cremisi ed è spento. Il riflesso dello specchio restituisce alla ragazza un'immagine quasi diabolica, che sprizza infelicità e paura, come se lei odiasse la sua immagine. Può essere che ella abbia timore di perdere la sua bellezza, che senta l'avvicinarsi di una precoce vecchiaia o della fine del suo amore.

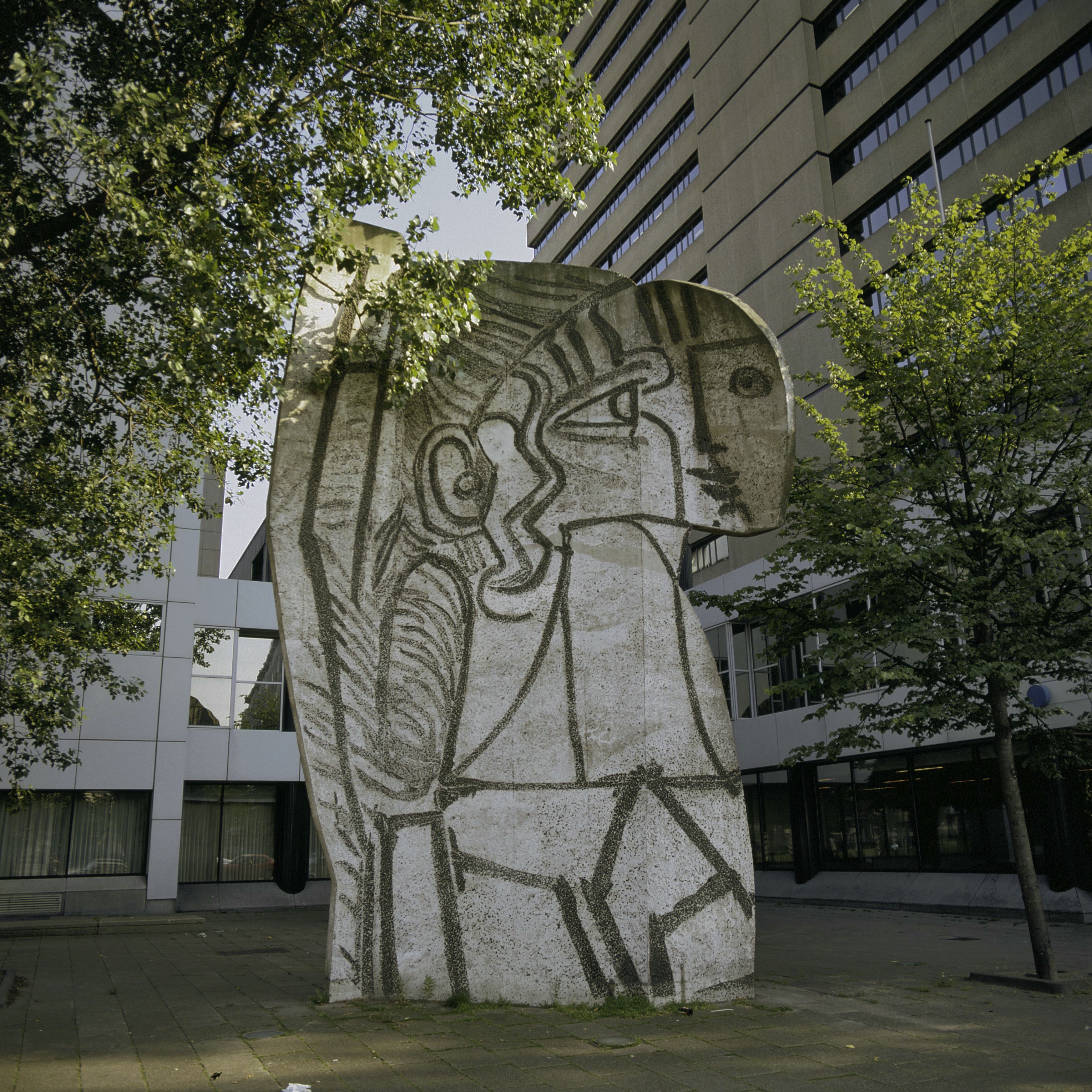
Sylvette di Pablo Picasso - Rotterdam

La donna al di qua dello specchio rappresenta colei che Picasso vede e ama: duplice ma reale; mentre il riflesso restituito dallo specchio mostra come la ragazza vede se stessa: infelice, impaurita, invecchiata. Nel dipinto il tempo è disgregato, il volto della donna è disgregato; anche il modo con cui ella si vede riflessa è disgregato, rispetto a come Picasso vede lei. Frammenti di realtà e di immaginazione (o di incubo) sono variamente combinati: l'opera di analisi dei significati e di sintesi della complessa immagine femminile spetta a chi osserva il quadro.